# ジョン・ドーネイ (第5代ダウン子爵)

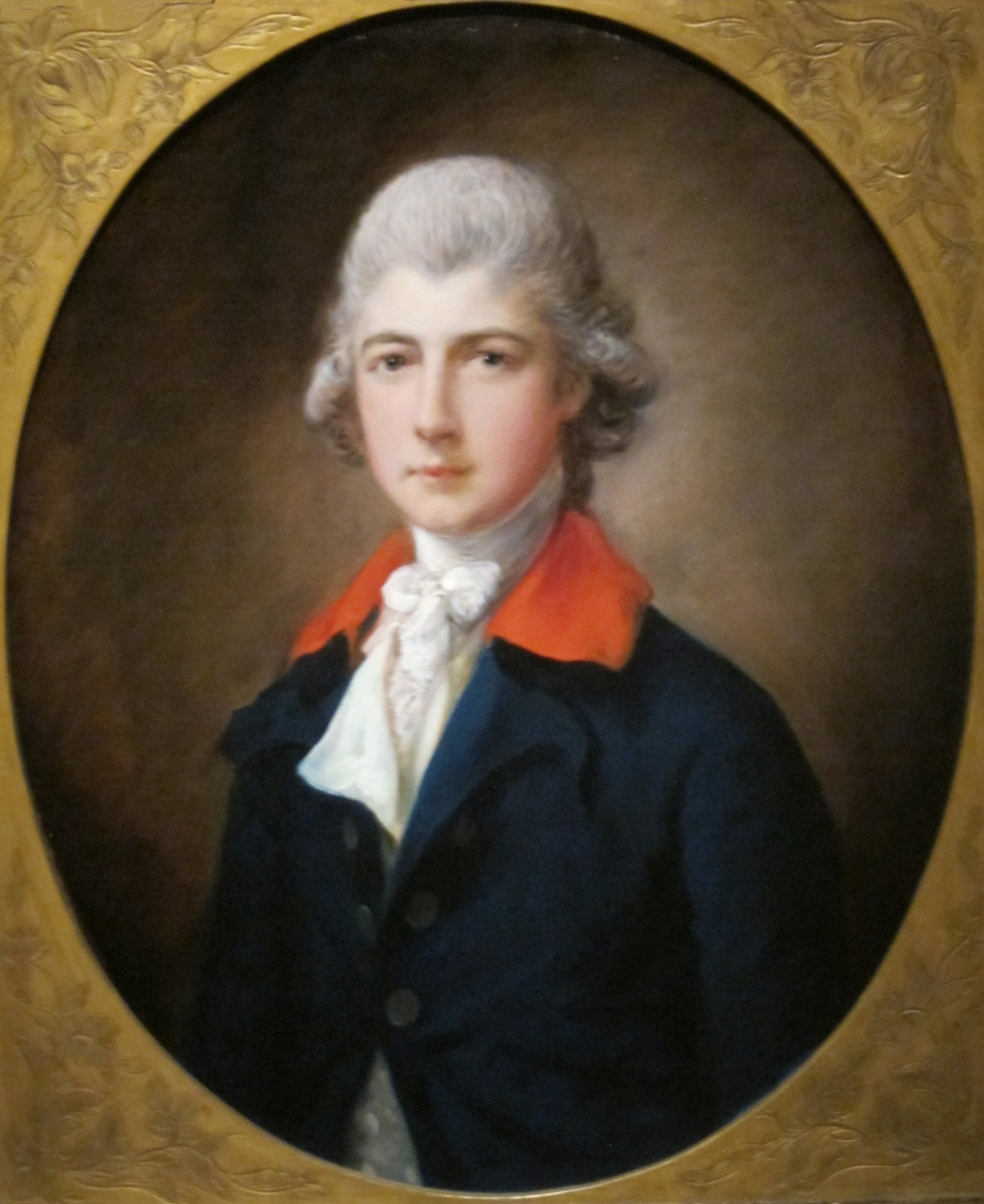
トマス・ゲインズバラによる肖像画、1781年。

第5代ダウン子爵ジョン・クリストファー・バートン・ドーネイ（英語: John Christopher Burton Dawnay, 5th Viscount Downe、1764年11月15日 – 1832年2月18日）は、イギリスの政治家、アイルランド貴族。1787年から1796年まで庶民院議員を務めた。

## 生涯
第4代ダウン子爵ジョン・ドーネイと妻ローラ（Lora、旧姓バートン（Burton）、1740年2月 – 1812年4月25日、ウィリアム・バートンの娘）の息子として、1764年11月15日に生まれ、12月12日に洗礼を受けた。1776年から1780年までイートン・カレッジで教育を受けた後、1784年から1786年までグランドツアーに出た。1780年12月21日に父が死去すると、ダウン子爵位を継承した。
父がロッキンガム侯爵派ホイッグ党の一員だったこともあり、1787年2月にホイッグ党のウィリアム・ジョリフの後援を受けてピーターズフィールド選挙区の補欠選挙に出馬、無投票で当選した。ダウン子爵が領地を有するヨークシャー選挙区では1784年末と1788年に現職議員ウィリアム・ウィルバーフォースの健康が悪化したとき、ダウン子爵が補欠選挙に出馬する噂が流れ、1788年春に次の総選挙の人選が議論されたときにも同様の噂が流れたが、ウィルバーフォースが回復した上で次の総選挙での出馬が明らかだったため、ダウン子爵は選挙戦を戦わず、ヨークシャー選挙区での立候補を辞退した。1790年イギリス総選挙では第3代ボリングブルック子爵ジョージ・シンジョンからウートン・バセット選挙区の議席を購入した。
議会では1788年から1789年にかけての摂政法危機（Regency Crisis）で首相小ピットに反対し、1791年4月と1792年3月にも小ピットの外交政策に反対した。以降第3代ポートランド公爵ウィリアム・キャヴェンディッシュ＝ベンティンク率いるポートランド派ホイッグ党に所属し、1794年にポートランド公爵が入閣すると政府支持に転じた。1796年3月、奴隷貿易の廃止に反対した。政府支持に転じたことで褒賞を与えられ、1796年6月9日にグレートブリテン貴族であるヨークシャーにおけるコウィックのドーネイ男爵に叙された。1800年2月10日にアイルランド貴族院議員に就任し、歴代ダウン子爵のうち唯一アイルランド貴族院議員に就任した人物となる。
グレートブリテン貴族院（およびその後継である連合王国貴族院）では引き続き小ピットを支持したが、1802年のアミアンの和約の後はホイッグ党に復帰、1806年に初代メルヴィル子爵ヘンリー・ダンダスの弾劾裁判が無罪判決に終わると判決に対する抗議文に署名、晩年に1829年ローマ・カトリック信徒救済法（カトリック解放）と1832年改革法（第1回選挙法改正）に賛成票を投じた。
1832年2月18日にコウィックで病死、3月2日にスナスで埋葬された。ドーネイ男爵位は廃絶、ダウン子爵位は弟ウィリアム・ヘンリーが継承した。

## 家族
1人目の妻はジョン・スコット（John Scott）少佐の娘（1775年ごろ – 1798年）だった。
1815年12月31日、ルイーザ・マリア・ウェルステッド（Louisa Maria Welstead、1780年ごろ – 1867年3月20日、ジョージ・ウェルステッドの娘）と再婚した。